# Stellmoor und Weichel
Stellmoor und Weichel este o arie protejată (arie specială de conservare — SAC, sit de importanță comunitară — SCI) din Germania întinsă pe o suprafață de 219,8 ha, integral pe uscat.

## Localizare
Centrul sitului Stellmoor und Weichel este situat la coordonatele 53°08′27″N 9°23′27″E / 53.1408°N 9.3908°E.

## Înființare
Situl Stellmoor und Weichel a fost declarat sit de importanță comunitară în ianuarie 2005 pentru a proteja un număr necunoscut de specii din flora spontană și fauna sălbatică aflate în arealul zonei. Situl a fost protejat și ca arie specială de conservare în februarie 2018.

## Biodiversitate
Situată în ecoregiunea atlantică, aria protejată conține 3 habitate naturale: Mlaștini turboase de tranziție și turbării mișcătoare, Păduri de fag Luzulo-Fagetum, Mlaștini împădurite.
La baza desemnării sitului se află un număr nedeclarat de specii protejate.